# Reserva forestal de Ajlun

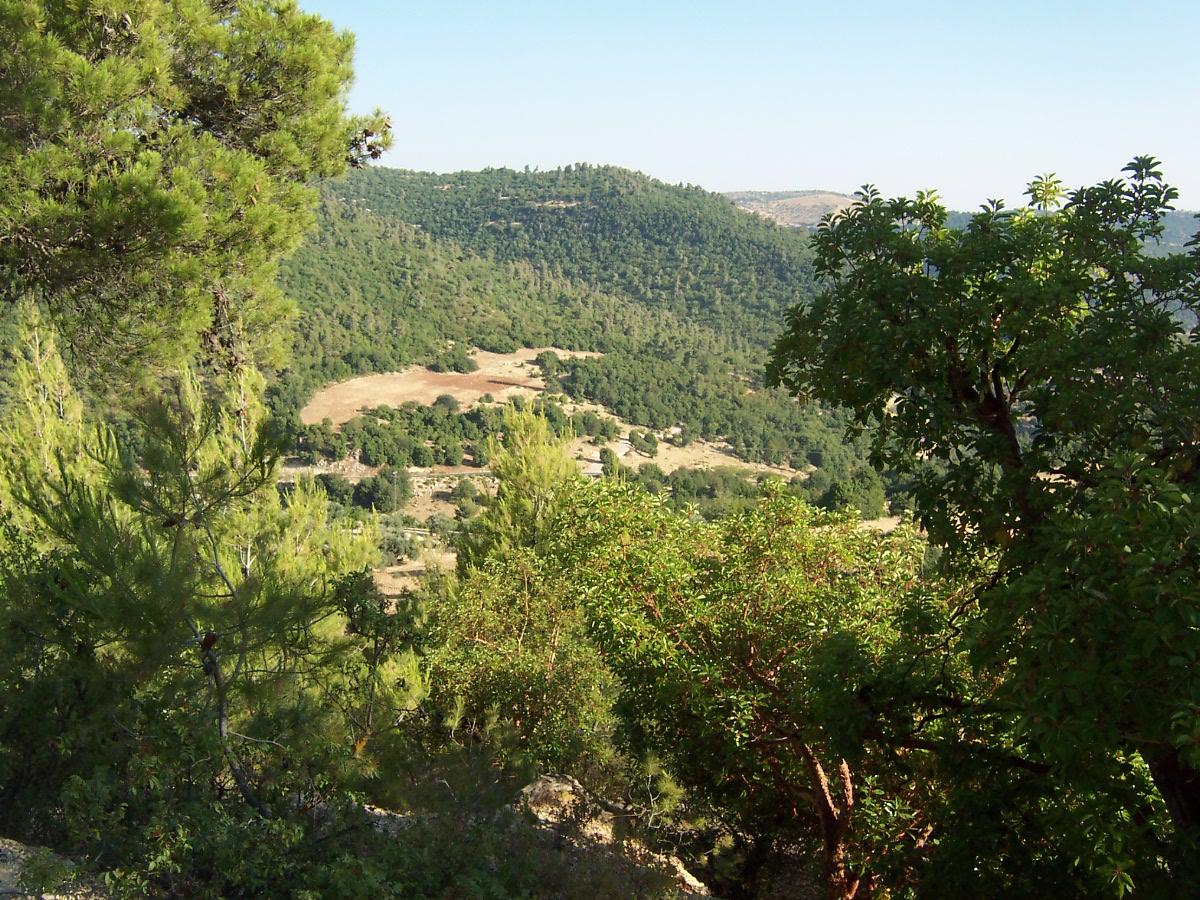
Reserva Natural de Ajlun

La Reserva Forestal de Ajlun (Ajloun Forest Reserve) es una reserva natural de Jordania, creada en 1988 por la Royal Society for the Conservation of Nature en la Gobernación de Ajlun, cerca de la ciudad de Umm Al-Yanabi.
En la reserva se lleva a cabo un programa de cría controlada de corzo y está considerada área de importancia por sus aves por Birdlife International. 
El clima de la reserva es relativamente húmedo en comparación con el resto de Jordania. Por ello, la reserva mantiene un denso bosque en el que se encuentra una variedad de coscoja propia del Mediterráneo oriental, siempre verde; los muy mediterráneos algarrobos; Pistacia palaestina, una especie de terebinto, probablemente el árbol bajo el que fue sepultado Saúl (Crónicas I 10: 12) mencionado en la Biblia como el gran árbol, también conocido como bálsamo y morera; madroños y una planta destacable, el lirio negro, la flor nacional de Jordania.